# Kurt Vesterager Gothelf
Kurt Vesterager Gothelf (født 7. april 1968, Vesterlund ved Give) er en dansk kemiker og professor i kemi på Institut for Kemi, iNANO på Aarhus Universitet. Han forsker i nanoteknologi og DNA.
Han gik på Thisted Gymnasium.
Han læste kemi og blev herefter ph.d. i organisk kemi fra Aarhus Universitet i 1995. Han har været leder for DNRF Center for DNA Nanotechnology på Aarhus Universitet i 2007-2017, og er nu centerleder for iNANO.
Han er medlem af Videnskabernes Selskab og Akademiet for de Tekniske Videnskaber.
I 2008 modtog han Knud Lind Larsen-prisen, der senere er omdøbt til Torkil Holm Prisen.
I 2010 modtog han EliteForsk-prisen, der uddeles årligt af Uddannelses- og Forskningsministeriet til forskere under 45 år.
I 2018 modtog han Den danske polymerpris – ATV | Elastyrenprisen, der bliver uddelt af Akademiet for de Tekniske Videnskaber.